# Gustav Löw
Anders Gustav Löw, född 27 september 1872 i Stora Mellösa socken, död 22 augusti 1944 i Strängnäs, var en svensk lärare och historiker.
Gustav Löw var son till korpralen Lars Löw. Efter mogenhetsexamen i Örebro 1893 studerade han vid Uppsala universitet, blev filosofie kandidat 1895, avlade teoretisk teologisk examen 1902 och blev filosofie licentiat 1909. Löw företog åtskilliga utländska studieresor och vistades särskilt vid flera tyska universitet. Efter förordnanden vid Högre allmänna läroverket i Strängnäs 1898–1899 och i Norrköping 1899–1903 utnämndes Löw 1903 till adjunkt i kristendom, historia och geografi vid Kungsholmens realskola i Stockholm och var 1921–1938 lektor i modersmålet och historia vid Strängnäs högre allmänna läroverk. Under strängnästiden var han bland annat 1921–1936 ledamot av Strängnäs domkapitel. Löw utövade ett omfattande författarskap i teologiska, historiska och pedagogiska ämnen. Bland hans teologiska arbeten märks Das synchronistische System der Königsbücher (1900), Det delade rikets kronologi (1900) och Varför har du talat till dem denna liknelse? (1936). Inom historia utgav han Sveriges forntid i svensk historieskrivning (1-2, 1908–1910) och läroböckerna Allmän historia (1–4, 1905–1907) och Historia och dikt (1–4 & 6, 1938–1942). Som lokalhistoriskt intresserad utgav han även Anteckningar om Strängnäs stad och Strängnäs stift i äldre tid (1-2, 1925–1926). Om sin hemsocken utgav han Stora Mellösa i äldre tider (del 1 1922, del 2 1923–1941). Ett annat arbete var Närkes präster och den liturgiska striden (1931).